# كويتشي ساكاموتو
كويتشي ساكاموتو (بالكانا:さかもと こういち) هو منتج أفلام ورائد ومخرج وممثل ياباني، ولد في 29 سبتمبر 1970 بطوكيو في اليابان.

## وصلات خارجية
- كويتشي ساكاموتو على موقع IMDb (الإنجليزية)
- كويتشي ساكاموتو على موقع ألو سيني (الفرنسية)
- كويتشي ساكاموتو على موقع أول موفي (الإنجليزية)
- كويتشي ساكاموتو على موقع قاعدة بيانات الفيلم (الإنجليزية)
- كويتشي ساكاموتو على موقع كينوبويسك (الروسية)